# Pierre Duvoisin
Pierre Duvoisin, né le 12 septembre 1938 à Giez et originaire d'Orges, est une personnalité politique suisse membre du parti socialiste.

## Biographie
Fils d'agriculteur, Pierre Duvoisin devient instituteur à Sassel, puis Vinzel. Dès 1966, il enseigne au Centre professionnel du nord vaudois à Yverdon, et il reçoit le brevet fédéral de maître de l'enseignement professionnel en 1968. En 1971, il participe à la fondation de la section yverdonnoise du Mouvement populaire des familles et en occupe la présidence jusqu'à 1973.

### Carrière politique
En 1973, il est présenté pour une élection complémentaire à la municipalité d'Yverdon par le parti socialiste de la ville, alors qu'il n'était pas membre du conseil communal. Il est élu le 3 mai par le conseil communal en remplacement de Jean-Claude Lassueur, avec 57 voix sur 84 bulletins distribués, et prend ses fonctions le 1er juin en tant que municipal de la police et des constructions.
Il apparaît alors que son statut d'employé de la commune (enseignant) entre en contradiction avec son élection à la municipalité, et nécessite l'approbation du Conseil d'État vaudois. Après quelques mois de doutes et d'informations contradictoires, celle-ci est donnée le 1er octobre 1973.
Le 11 novembre 1973, il obtient 3421 suffrages aux élections communales et participe à la victoire serrée de la gauche. Le 15 décembre, il est reconduit à la municipalité, obtenant 67 suffrages du conseil communal. Dans la foulée, le conseil le nomme syndic par 51 voix contre 49 à son collègue de parti, Georges Steiner. Il semble alors que l'ensemble de la gauche ait voté pour Duvoisin, et tous les conseillers de droite pour Steiner. Pierre Duvoisin prend ensuite en charge le dicastère "administration générale et finances".
Il est élu au Grand Conseil vaudois le 3 mars 1974 avec 2770 suffrages, en tête des députés de l'arrondissement d'Yverdon.
Il entre au Conseil national le 26 novembre 1979 et siège jusqu'au 31 mars 1982.
Le 10 mars 1982, il entre au Conseil d'État du canton de Vaud, où il prend en charge le département des finances et en 1992 le Département de la santé et de l'action sociale.
Il redevient Conseiller national le 25 novembre 1991 et siège jusqu'au 3 décembre 1995. 

#### Réalisations
Municipal et syndic d'Yverdon, il en fait changer le nom en Yverdon-les-Bains en 1981.